# Jonquière
Jonquière är ett arrondissement i staden Saguenay i provinsen Québec i Kanada, till 2002 en separat stad. Det ligger i regionen Saguenay–Lac-Saint-Jean, i den östra delen av landet, 500 km nordost om huvudstaden Ottawa. Antalet invånare är 61 505 (2023).
Jonquière upprättades som kommun 1866 och blev stad 1912; 1975 införlivades städerna Kénogami och Arvida samt socknen Saint-Dominique-de-Jonquières. När staden Saguenay bildades 2002 bildades arrondissementet Jonquière av den tidigare staden samt de tidigare kommunerna Lac-Kénogami och Shipshaw.